# Рангамати (округ)
Рангамати (бенг. রাঙ্গামাটি পার্বত্য জেলা, англ. Rangamati Hill District) — округ в юго-восточной части Бангладеш, в области Читтагонг. Образован в 1983 году. Административный центр — город Рангамати. Площадь округа — 6116 км². По данным переписи 2001 года население округа составляло 507 180 человек. Уровень грамотности взрослого населения составлял 36,5 %, что немного ниже среднего уровня по Бангладеш (43,1 %). 39,28 % населения округа исповедовало ислам, 5,62 % — индуизм, 53,83 % — буддизм, 1,12 % — христианство.

## Административно-территориальное деление
Округ делится на 9 подокругов (upazila):
1. Рангамати-Садар (Рангамати)
2. Белайчхари (Белайчхари)
3. Багайчхари (Багайчхари)
4. Баркал (Баркал)
5. Джурайчхари (Джурайчхари)
6. Раджастхали (Раджастхали)
7. Каптай (Каптай)
8. Лангаду (Лангаду)
9. Наннерчар (Наннерчар)